# Thẻ Căn cước (Việt Nam)
Thẻ Căn cước (trước đây được gọi là Căn cước công dân) là một trong những loại giấy tờ tuỳ thân chính của công dân Việt Nam. Đây là hình thức mới của giấy chứng minh nhân dân, bắt đầu có hiệu lực từ năm ngày 1 tháng 1 năm 2016. Theo Luật căn cước công dân 2014, người từ 14 tuổi trở lên sẽ được cấp thẻ căn cước.
Khác với số CMND trước đây, mã 12 số in trên thẻ căn cước (được gọi chính thức là số định danh cá nhân hay còn gọi là mã TCC) sẽ không bao giờ thay đổi, kể cả người dân có cấp lại do mất, hay thay đổi thông tin Hộ khẩu thường trú.
Luật Căn cước năm 2023 quy định mở rộng, tích hợp nhiều thông tin khác của công dân và người gốc Việt Nam trong các cơ sở dữ liệu khác vào Cơ sở dữ liệu quốc gia về dân cư, Cơ sở dữ liệu căn cước so với Luật Căn cước công dân năm 2014 để trực tiếp phục vụ cho việc ứng dụng tiện ích của thẻ căn cước, căn cước điện tử, kết nối, chia sẻ thông tin người dân. Luật Căn cước 2023 cũng quy định các nội dung trên thẻ căn cước, trong đó đổi tên thẻ "Căn cước công dân" thành "Căn cước". Luật cũng đã sửa đổi, bổ sung theo hướng lược bỏ vân tay và sửa đổi quy định về thông tin số thẻ căn cước, dòng chữ "căn cước công dân, quê quán, nơi thường trú, chữ ký của người cấp thẻ" thành "số định danh cá nhân, căn cước, nơi đăng ký khai sinh, nơi cư trú trên thẻ căn cước...".

## Chức năng
Căn cước có giá trị chứng minh về căn cước, lai lịch của công dân của người được cấp để thực hiện các giao dịch hành chính trên toàn lãnh thổ Việt Nam, có thể được sử dụng thay hộ chiếu trong trường hợp Việt Nam và một nước khác có điều ước hoặc thỏa thuận quốc tế cho phép công dân hai bên sử dụng thẻ Căn cước công dân thay cho việc sử dụng hộ chiếu. Tuy nhiên, Thẻ Căn cước công dân không thay thế cho Giấy khai sinh, Hộ khẩu (Ngày 01 tháng 7 năm 2021, Việt Nam chính thức bỏ thủ tục cấp sổ hộ khẩu) và Giấy phép lái xe. Tuy nhiên trong tương lai, chính phủ cũng đang xem xét về việc thay thế các giấy tờ trên.
Theo Nghị quyết 112/NQ-CP của Chính phủ Việt Nam do Thủ tướng Nguyễn Xuân Phúc ký có hiệu lực từ ngày 30 tháng 10 năm 2017 ban hành về việc đơn giản hóa thủ tục hành chính, giấy tờ công dân liên quan đến quản lý dân cư thuộc phạm vi chức năng quản lý nhà nước của Bộ Công an, để thống nhất việc quản lý bằng mã số định danh cá nhân. Các thủ tục cấp mới, cấp đổi và cấp lại giấy chứng minh nhân dân đang được thực hiện tại công an cấp tỉnh, cấp huyện cũng sẽ được bãi bỏ. Cụ thể, sẽ bỏ yêu cầu xuất trình chứng minh nhân dân với người đến làm thủ tục đăng ký xe. Các thủ tục liên quan đến lĩnh vực xuất nhập cảnh, đăng ký ngành nghề kinh doanh có điều kiện... cũng sẽ bỏ việc yêu cầu người dân phải xuất trình sổ hộ khẩu, chứng minh nhân dân. Trong một số tờ khai về lý lịch cá nhân, người dân sẽ không còn phải cung cấp các thông tin như ngày tháng năm sinh, giới tính, nơi đăng ký thường trú. Ngoài ra, khi đi làm hộ chiếu, cấp lại hay sửa đổi hộ chiếu, người dân cũng không cần khai ngày tháng năm sinh, số chứng minh nhân dân... mà thay vào đó là số định danh cá nhân trên căn cước.

## Thiết kế

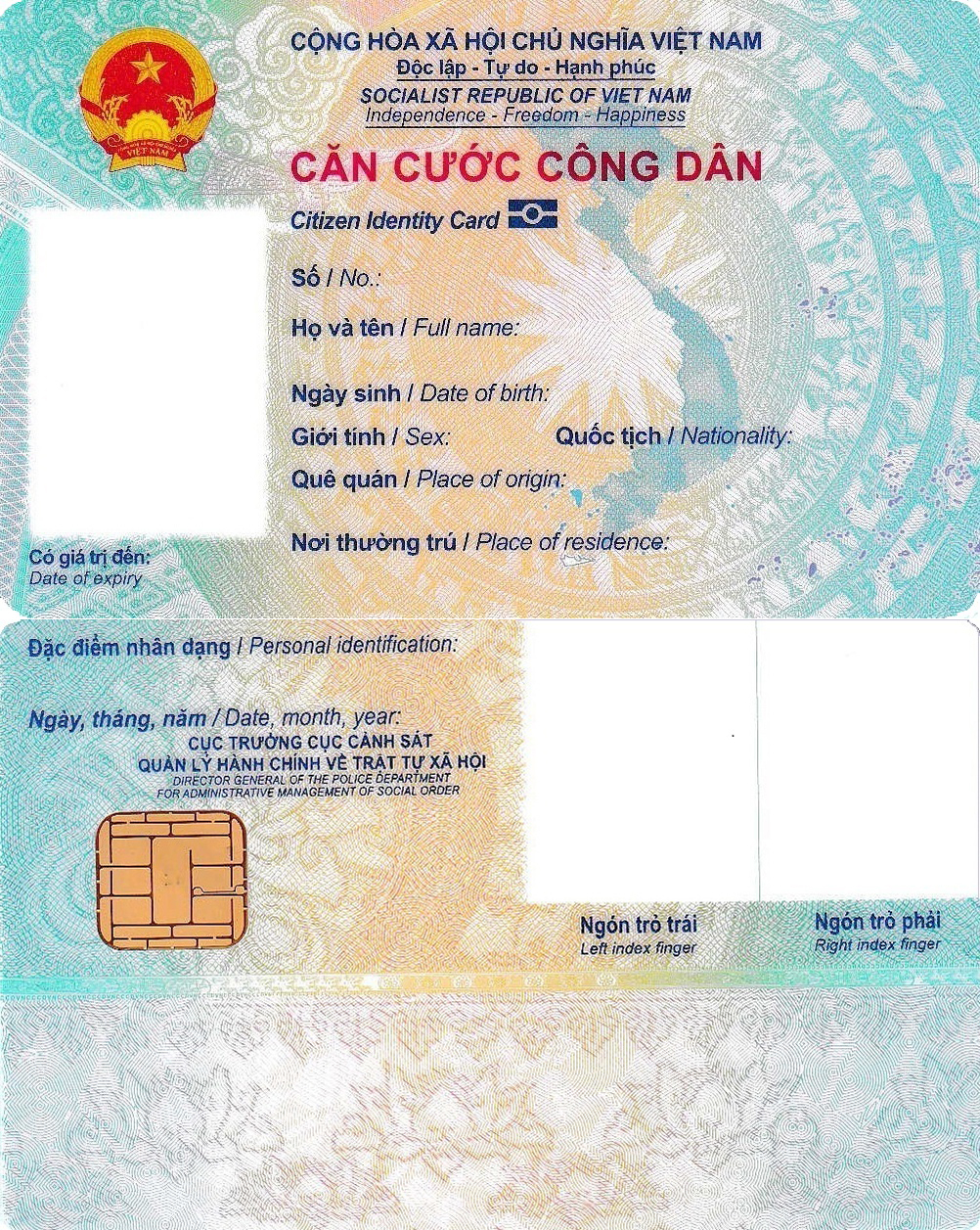
Mặt trước và mặt sau của Căn cước Công dân (gắn chip điện tử)

Mặt trước của thẻ Căn cước gồm các thông tin bằng tiếng Việt (có ngôn ngữ phụ là tiếng Anh):
- Quốc hiệu, tiêu ngữ
- Mã QR
- Ảnh người được cấp:
- Số định danh cá nhân[10]:
- Họ và tên khai sinh:
- Ngày, tháng, năm sinh:
- Giới tính:
- Quốc tịch:
- Quê quán:
- Nơi thường trú:
- Ngày, tháng, năm hết hạn:[11]

Mặt sau thẻ
- Bộ phận lưu trữ thông tin được mã hóa (chip điện tử)
- Vân tay Ngón trỏ, đặc điểm nhân diện của người được cấp thẻ;
- Đặc điểm nhận dạng:
- Ngày, tháng, năm cấp thẻ;
- Họ và tên, chức danh, chữ ký của người cấp thẻ;
- Dấu của cơ quan cấp thẻ:
- Dòng MRZ

Số thẻ căn cước đồng thời cũng là số định danh cá nhân. Mỗi công dân sẽ được cấp một mã số định danh cá nhân riêng, không lặp lại. Thẻ căn cước công dân phải được đổi khi công dân đủ 25 tuổi, đủ 40 tuổi và đủ 60 tuổi.
Với mục đích hướng tới xây dựng Chính phủ điện tử, tạo bước đột phá trong phát triển kinh tế - xã hội của cả nước; góp phần phục vụ hiệu quả công tác đấu tranh phòng, chống tội phạm làm giả, từ tháng 11 năm 2020, thẻ căn cước công dân được gắn chip điện tử thay cho mã vạch.
Theo quy định mới tại Luật Căn cước năm 2023, nội dung trên thẻ Căn cước gồm các thông tin được mã hóa và thông tin được in trên thẻ:
a) Hình Quốc huy nước Cộng hòa xã hội chủ nghĩa Việt Nam;
b) Dòng chữ “CỘNG HÒA XÃ HỘI CHỦ NGHĨA VIỆT NAM, Độc lập - Tự do - Hạnh phúc”;
c) Dòng chữ “CĂN CƯỚC”;
d) Ảnh khuôn mặt;
đ) Số định danh cá nhân;
e) Họ, chữ đệm và tên khai sinh;
g) Ngày, tháng, năm sinh;
h) Giới tính;
i) Nơi đăng ký khai sinh/Nơi sinh;
k) Quốc tịch;
l) Nơi cư trú;
m) Ngày, tháng, năm cấp thẻ và ngày, tháng, năm hết hạn sử dụng;
n) Nơi cấp: Bộ Công an.
Như vậy, so với hình thẻ CCCD, thẻ Căn cước đã bỏ mục quê quán thay vào đó là nơi đăng ký khai sinh hoặc nơi sinh; và nơi cư trú; bỏ vân tay, đặc điểm nhận dạng.

## Cấu trúc số định danh cá nhân (số thẻ Căn cước, sốtài khoản định danh điện tử)
Nghị định 137/2015/NĐ-CP  ngày 31 tháng 12 năm 2015 của Chính phủ hướng dẫn chi tiết một số điều của Luật Căn cước công dân đã quy định số định danh cá nhân là dãy số tự nhiên gồm 12 số, có cấu trúc gồm 6 số là mã thế kỷ sinh, mã giới tính, mã năm sinh của công dân, mã tỉnh, thành phố trực thuộc trung ương hoặc mã quốc gia nơi công dân đăng ký khai sinh và 6 số là khoảng số ngẫu nhiên.
Mã tỉnh/thành phố của số căn cước công dân (CCCD):
| 0x                    | 1x               | 2x                                   | 3x                       | 4x                     | 5x              | 6x              | 7x                         | 8x              | 9x                     |
| --------------------- | ---------------- | ------------------------------------ | ------------------------ | ---------------------- | --------------- | --------------- | -------------------------- | --------------- | ---------------------- |
| 00 - Dự trữ           | 10 - Lào Cai     | 20 - Lạng Sơn                        | 30 - Hải Dương           | 40 - Nghệ An           | 50 - Dự trữ     | 60 - Bình Thuận | 70 - Bình Phước            | 80 - Long An    | 90 - Dự trữ            |
| 01 - Thành phố Hà Nội | 11 - Điện Biên   | 21 - Dự trữ                          | 31 - Thành phố Hải Phòng | 41 - Dự trữ            | 51 - Quảng Ngãi | 61 - Dự trữ     | 71 - Dự trữ                | 81 - Dự trữ     | 91 - Kiên Giang        |
| 02 - Hà Giang         | 12 - Lai Châu    | 22 - Quảng Ninh                      | 32 - Dự trữ              | 42 - Hà Tĩnh           | 52 - Bình Định  | 62 - Kon Tum    | 72 - Tây Ninh              | 82 - Tiền Giang | 92 - Thành phố Cần Thơ |
| 03 - Dự trữ           | 13 - Dự trữ      | 23 - Dự trữ                          | 33 - Hưng Yên            | 43 - Dự trữ            | 53 - Dự trữ     | 63 - Dự trữ     | 73 - Dự trữ                | 83 - Bến Tre    | 93 - Hậu Giang         |
| 04 - Cao Bằng         | 14 - Sơn La      | 24 - Bắc Giang                       | 34 - Thái Bình           | 44 - Quảng Bình        | 54 - Phú Yên    | 64 - Gia Lai    | 74 - Bình Dương            | 84 - Trà Vinh   | 94 - Sóc Trăng         |
| 05 - Dự trữ           | 15 - Yên Bái     | 25 - Phú Thọ                         | 35 - Hà Nam              | 45 - Quảng Trị         | 55 - Dự trữ     | 65 - Dự trữ     | 75 - Đồng Nai              | 85 - Dự trữ     | 95 - Bạc Liêu          |
| 06 - Bắc Kạn          | 16 - Dự trữ      | 26 - Vĩnh Phúc                       | 36 - Nam Định            | 46 - Thừa Thiên-Huế    | 56 - Khánh Hòa  | 66 - Đắk Lắk    | 76 - Dự trữ                | 86 - Vĩnh Long  | 96 - Cà Mau            |
| 07 - Dự trữ           | 17 - Hòa Bình    | 27 - Bắc Ninh                        | 37 - Ninh Bình           | 47 - Dự trữ            | 57 - Dự trữ     | 67 - Đắk Nông   | 77 - Bà Rịa-Vũng Tàu       | 87 - Đồng Tháp  | 97 - Dự trữ            |
| 08 - Tuyên Quang      | 18 - Dự trữ      | 28 - Dự trữ (trước đây là Hà Tây cũ) | 38 - Thanh Hóa           | 48 - Thành phố Đà Nẵng | 58 - Ninh Thuận | 68 - Lâm Đồng   | 78 - Dự trữ                | 88 - Dự trữ     | 98 - Dự trữ            |
| 09 - Dự trữ           | 19 - Thái Nguyên | 29 - Dự trữ                          | 39 - Dự trữ              | 49 - Quảng Nam         | 59 - Dự trữ     | 69 - Dự trữ     | 79 - Thành phố Hồ Chí Minh | 89 - An Giang   | 99 - Dự trữ            |

### Cấu trúc của 12 số định danh trên thẻ căn cước công dân bao gồm:
- 3 ký tự đầu tiên: Mã tỉnh, thành phố trực thuộc trung ương hoặc mã quốc gia nơi công dân đăng ký khai sinh.

- Ký tự thứ 4: Mã giới tính dựa theo mã thế kỷ sinh.

- Thế kỷ XX (từ năm 1901 đến hết năm 2000): 
Nam 0, Nữ 1;

- Thế kỷ XXI (từ năm 2001 đến hết năm 2100): Nam 2, Nữ 3;
- Ký tự thứ 5 và 6: Mã năm sinh của công dân (tức 2 số cuối của năm sinh).

Ví dụ:

- Công dân sinh 1987: mã số 87

- Công dân sinh năm 2020: mã số 20
- 6 ký tự sau cùng: Mã số ngẫu nhiên từ 000001 đến 999999